# Joachim Willén
Karl Edmund Joachim Willén, född 23 augusti 1973 i Klockrike i Östergötland, är en svensk tidigare landslagstriatlet, som deltog vid OS 2000 i Sydney, där han kom på 35:e plats.
Joachim Willén vann Vansbrosimningen 1998.
Joachim Willen vidareutbildade sig med elittränarutbildning och är i dag,2013,  tränare på Platengymnasiet i Motala, som är ett riksidrottsgymnasium med inriktningen triathlon.

## Externa hänvisningar
- Joachim Willén Bio, Stats, and Results - Olympics at Sports-Reference.com